# San Pedro de Macorís (província)
San Pedro de Macorís é uma província da República Dominicana. Sua capital é a cidade homônima. Em 2004, tinha cerca de 302 mil habitantes.

### Etnicidade
San Pedro de Macorís é formado majoritariamente por etnias da África Ocidental e da África Central (cerca de 70% da população). Os grupos étnicos africanos mais comuns entre a população de San Pedro de Macorís são os acãs e os ibos, mas há também os iorubás (conhecidos como lucumi), eués, fons e mandingas.